# Lettonie au Concours Eurovision de la chanson 2011
La Lettonie a participé au Concours Eurovision de la chanson 2011.

## Eirodziesma2011
Le 6 décembre 2010, la LTV a annoncé qu'elle a reçu un total de 71 chansons, un peu moins que l'année précédente où 79 avaient été envoyées. Un jury d'expert ont choisi les 20 chansons pour les sélections.
20 participants, annoncés le 14 décembre, vont concourir dans les 2 demi-finales ayant lieu les 5 et 12 février, une soirée de seconde chance aura lieu le 19 février.
12 participants concourront pour la finale le 26 février.
Voici les 20 chanteurs :
| Interprète(s)                       | Chanson                     | Paroles (p) / Musique (m)                                    |
| ----------------------------------- | --------------------------- | ------------------------------------------------------------ |
| Juris Ludženieks                    | "Beautiful World"           | Juris Ludženieks (m et p)                                    |
| Elīna Krastiņa-Grence               | "Look Back At Me Again"     | Elīna Krastiņa-Grence (m et p)                               |
| Oksana Ļepska                       | "Live On!"                  | Oksana Ļepska (m), Oļegs Borošņevs (p)                       |
| Lauris Reiniks                      | "Banjo Laura"               | Lauris Reiniks (m et p)                                      |
| Agnese Rakovska                     | "Upside Down"               | Agnese Rakovska (m et p)                                     |
| Dace Upīte                          | "Magnet"                    | Kārlis Būmeisters (m), Kārlis Būmeisters et Dace Upīte (p)   |
| Crazy Dolls                         | "Positively Thinking"       | Aldis Zaļūksnis (m), Mārtiņš Poļakovskis (p)                 |
| Marats Ogļezņevs & Emīls Balceris   | "Angel in Disguise"         | Marats Ogļezņevs (m et p)                                    |
| Ģirts Zebuliņš et Flame             | "Rough Enough"              | Andris Barons et Atis Zviedris (m), Atis Zviedris (p)        |
| Kaspars Tīmanis et Labvēlīgais Tips | "Daylight"                  | Labvēlīgais Tips (m), Labvēlīgais Tips et Valdis Čirksts (m) |
| Emīls Balceris                      | "Let Me Be"                 | Ingars Viļums (m et p)                                       |
| Ivo Grīsniņš-Grīslis                | "Cinderella"                | Ingars Viļums (m et p)                                       |
| Dace Upīte & Nikolajs Puzikovs      | "It's Not Easy"             | Māris Elksnis (m), Līga Markova et Dace Upīte (p)            |
| Candy                               | "Love Is Like An Aeroplane" | Gints Stankevičs (m), Guntars Račs (p)                       |
| Evija Sloka                         | "Don't Stop The Dance"      | Māris Sloka & Artūrs Palkevičs (m), Guntars Račs (p)         |
| Ineta Rudzīte & Uldis Timma         | "Walking On My Tiptoes"     | Andris Riekstiņš (m), Krišs Riekstiņš (p)                    |
| The Secretz                         | "Summer Night"              | Edgars Viļums (m), Santa Dzalbe (p)                          |
| Pieneņu vīns                        | "You Are"                   | Jurijs Koškins (m), Evelina Protektore (p)                   |
| Jānis Stībelis                      | "Let It Be Me"              | Jānis Stībelis (m et p)                                      |
| Blitze                              | "Hop"                       | Mārtiņš Freimanis (m et p)                                   |

Parmi ces 20 interprètes, cinq seront qualifiés. Comme nouveauté, un concours additionnel sera diffusé le 19 février 2011 avec les 10 chanteurs non qualifiés des demi-finales. Deuxchansons d'entre elles iront en finale, l'une choisie par le public, l'autre par le jury.
La finale nationale sera diffusée le 26 février 2011 à Ventspils, avec un total de 12 chansons. Trois seront qualifiées pour la super finale. Le représentant letton sera choisi parmi ces chansons. Toutes les décisions seront prises par le télévote (50 %) et un jury (50 %).

## À l'Eurovision
La Lettonie participera à la seconde demi-finale du Concours, le 12 mai 2011.